# Укайлиды
Укайлиды (араб. العقيليون‎, al-ʿUqayliyyūn) — шиитская династия, различные ветви которой правили в Джазире (нынешние северные части Сирии и Ирака и юго-восточная Турция) в 996—1096 годах в Мосуле и в разное время с 989 по 1168 годы в других владениях.

## Происхождение династии
Династия происходит из Бану-Укайль, ветви племени Бану-Кааб объединения Бану-Амир-ибн-Сасаа аднанитской группы арабских племён. Изначально Бану-Укайль проживали в западной Аравии, на границе Хиджаза и Неджда.
После принятия ислама, с начала арабских завоеваний, племя разделилось; в IX веке его различные подразделения (Бану-Мунтафик, Бану-Хафаджа, Бану-Обада и другие) переселились из Аравии в различные районы Сирии, Ирака, Северной Африки, Андалузии. Бану-Обада сначала расселились (вместе с Бану-Мунтафик) в районе между Куфой, Васитом и Басрой, а в начале X века переселились в Джазиру в район Джазират-ибн-Омара, став вассалами династии Хамданидов.
Первым известным шейхом племени Бану-Обада был Мухаммед ибн Сафван, динар которого, датированный 888 годом, был найден в Каркисии. Мукаллад, правивший позже, возможно, был его сыном. Четыре сына Мукаллада — Рафи, Шуайб, Малик и Маан — стали родоначальниками четырёх ветвей династии.
В 989 году Мухаммед ибн Мусаййиб, внук Рафи ибн Мукаллада, помог Хамданидам в войне с марванидским эмиром Амида Базом ибн Дустаком (983—990), который был разбит в битве у Баляда. За это Мухаммед получил от Хусейна ибн Хасана, предпоследнего из мосульских Хамданидов (981—989), завоёванные города Насибин и Баляд. В следующем году Хусейн потерпел поражение от Бувейхидов и попал к ним в плен. Его старший брат и соправитель Ибрагим ибн Хасан (981—990) бежал в Насибин за поддержкой, но вместе с сыном Али был схвачен и казнён по приказу Мухаммеда, который присоединил Мосул к своим владениям, но ещё через год был изгнан оттуда Бувейхидами.
В 996 году Мукаллад ибн Мусаййиб, брат Мухаммеда, повторно взял Мосул, окончательно закрепив его за своей династией.

## Мосульский эмират

Владения Укайлидов во время их наибольшего расширения при Курейше ибн Бедране.

После взятия Мукалладом ибн Мусаййибом Мосула бувейхидский эмир Фируз ибн Фанна-Хосров (989—1012) утвердил его наместником в Мосуле, Куфе, Касре и Джамиайне, с условием выплаты ежегодной дани. Позднее к владениям Мукаллада были присоединены также Анбар, Мадаин и Дакук. В 1001 году он был отравлен одним из своих туркменских рабов.
Кирваш ибн Мукаллад, старший сын и преемник Мукаллада, в 1002 году напал на владения Бувейхидов, вынудив Баха-ад-Даулю совершить экспедицию на север. Хотя первоначально Кирваш потерпел поражение, ему удалось разбить буидское войско возле Куфы. Баха ад-Даула объявил его низложенным, но в 1005 году он был утвержден во всех своих владениях багдадским халифом Ахмадом ибн Исхаком аль-Кадиром (991—1031). Это однако не помешало Кирвашу в 1010 году признать также суверенитет фатимидского халифа Мансура ибн Низара аль-Хакима (996—1020).
В 1037 году бувейхидский эмир Ширзил ибн Фируз (1025—1043) бежал из Багдада во время восстания Барс-тегина; он нашёл убежище у Гариба ибн Мухаммеда, укайлидского эмира Окбары из ветви Бану-Маан, пока Кирваш не прислал ему помощь для возвращения Багдада.
В 1043 году туркмены и огузы на короткое время захватили Мосул. Кирваш заключил союз с Дубайсом ибн Али, мазьядидским эмиром Джамиайна (1017—1081), и с его помощью разбил кочевников в битве под Фараджем. В 1048 году началась гражданская война между Кирвашем и его братом Баракой ибн Мукалладом, который выступил в союзе с курдами. В 1049 году Барака с помощью бувейхидского полководца Арслана аль-Бусасири, который захватил Анбар, сверг Кирваша, но сам умер через год после этого.
После смерти Бараки в 1051 году власть унаследовал его племянник Курейш ибн Бедран. При нём государство Укайлидов достигло своего наивысшего расцвета. Его владения простирались от окрестностей Багдада в Ираке до Халеба в Сирии. Он ввёл в своих владениях некоторые элементы аббасидской администрации; так, в каждом селении был местный чиновник-осведомитель (сахиб-аль-хабар).
Воспользовавшись мятежом туркменов, которые в 1054 году взяли и разграбили Багдад, Курейш захватил города Барадан и Анбар. В следующем году аль-Бусасири отвоевал Анбар, после чего поднял про-фатимидское восстание в Багдаде, противостоя сельджукам. Хосров-Фируз ибн Марзубан, последний бувейхидский эмир Багдада, потерял власть в 1055 года. Курейш сначала заключил союз с сельджукским султаном Тогрул-беком ибн Микаилом (1037—1063), но в 1057 году перешёл на сторону аль-Бусасири. Тогрул-бек занял Мосул и оставил там своего брата по матери Ибрагима ибн Юсуфа Инала; Курейш бежал в Дамаск. Но в следующем году Ибрагим Инал восстал и заключил договор с аль-Бусасири, после чего Курейш вернул себе Мосул.
В 1059) году аль-Бусасири захватил Багдад; халиф Абдуллах ибн Ахмад аль-Каим и визирь Али ибн Хасан аль-Маслама бежали к Курейшу, который дал им убежище и поселил в Хадисе. Правда, вскоре Курейш был вынужден выдать аль-Бусасири визиря, которого тот казнил. Когда Тогрул-бек выступил походом на Багдад, Курейш перешёл на его сторону, покинув аль-Бусасири. Укайлидский эмир Мухариш ибн Муджалла, правивший в Ане и Харисе, по просьбе сельджуков освободил халифа. В 1060 году Тогрул-бек взял Багдад. В следующем году умер Курейш.
Следующий эмир, Муслим ибн Курейш, заключил военный союз с сельджукскими султанами Алп-Арсланом ибн Даудом (1063—1072), а позже с его сыном Малик-шахом ибн Алп-Арсланом (1072—1092) против Фатимидов, надеясь заполучить владения их союзников Мирдасидов в северной Сирии, однако позднее он переметнулся на сторону Фатимидов. Сельджукские войска стали угрожать Мосулу, и Муслиму в 1079 году пришлось бежать в Амид. Но уже в 1080 году он овладел Халебом, который продал ему Сабик ибн Махмуд, последний из халебских Мирдасидов (1075—1079), в обмен на несколько незначительных городов. Муслим пробовал захватить Дамаск в 1082 году, но потерпел неудачу. В 1085 году Муслим погиб под Антакьей в сражении с восставшим против Великих Сельджукидов Сулейман-шахом ибн Кутулмышем, основателем и первым султаном (1077—1086) сельджукского Румского султаната.
Ибрагим ибн Курейш, брат и преемник Муслима, правил в Мосуле уже как наместник сельджукского султана Малик-шаха ибн Алп-Арслана. В 1089 году он был вызван в Исфахан ко двору султана, где был заключён в тюрьму. Мосулом в это время управлял визирь Фахр-ад-Дауля ибн Джахир от имени Сафии, вдовы Муслима ибн Курейша. Два года спустя Ибрагим был освобождён и вернулся в Мосул. В это время Тутуш ибн Алп-Арслан, сельджукский эмир Халеба (1078—1095) и брат Малик-шаха, потребовал от Ибрагима признания его власти. Тот отказался, и Тутуш повёл на Мосул своё войско. Ибрагим потерпел поражение от сельджуков в битве у Дара, был захвачен в плен и казнён.
После смерти Ибрагима Тутуш передал власть Сафие и её сыну Али ибн Муслиму. В 1096 году Мухаммед ибн Муслим (эмир Ракки и Харрана), сводный брат Али (сын Муслима от Маниаты), при помощи сельджукских военачальников Кербоги и его брата Тунташа пробовал захватить Мосул. Но Кербога схватил его и казнил, после чего сам осадил Мосул. Эмир Али бежал во владения Мазьядидов, Мосул был взят, и Кивам-ад-Дауля Кербога правил в нём до 1102 года в качестве атабека сельджукского султана Баркиярука ибн Малик-шаха (1094—1104).

## Боковые ветви
Представители Бану-Рафи, старшей ветви династи, кроме Мосула правили также и в других частях государства. В Насибине и Баляде сначала правили по очереди Али, Хасан и Мусаад, младшие братья мосульского эмира Мукаллада, а затем — его младший сын Бедран и внук Курейш, который в 1051 году унаследовал Мосул после смерти своего дяди Бараки.
После гибели Муслима ибн Курейша его племянник Салим ибн Малик укрепился в цитадели Халеба, а фактическим правителем города стал шариф Хасан аль-Хутайти (сын кадия Хибат-Аллаха). Сулейман-шах осадил город, но вскоре отступил от него. Он укрепился в Киннасрине и взял в жёны Маниату, дочь мирдасида Махмуда ибн Насра и вдову Муслима ибн Курейша; при этом Мухаммед ибн Муслим (сын Муслима и Маниаты) получил во владение Ракку и Харран. Тогда Хасан аль-Хутайти и Салим ибн Малик отправили Мубарака ибн Шибла, эмира племени Бану-Килаб, к другому сельджукскому султану — Тутушу ибн Алп-Арслану, правившему в Дамаске, с предложением сдать ему Халеб. Тутуш разбил Сулеймана в битве при Айн-Сайламе (после которой тот покончил с собой), после чего осадил Халеб, т.к. Хасан и Салим отказались исполнять условия договора. Но вскоре к Халебу подступил с войском Малик-шах ибн Алп-Арслан, старший брат Тутуша, которому Салим сдал город. Вместо него он получил от султана Калъат-Джабар, а через 10 лет (после смерти Мухаммеда ибн Муслима) в дополнение к нему Ракку и Харран. Его внук и наследник Малик ибн Али был последним правителем из династии Укайлидов: в 1168 году он передал свои владения зенгидскому атабеку Дамаска и Халеба Махмуду ибн Зенги (1146—1173).
Младшие ветви династии владели мелкими уделами: Бану-Шуайб правили в Ане и Хадисе (до 1141 года), Бану-Малик — в Хите (до 1102 года), Бану-Маан — в Такрите (до 1057 года), Окбаре и Аване (до 1049 года). Все они были завоёваны Сельджукидами или Зенгидами.
Утратив владычество над северной Месопотамией, племя Бану Укайль переселилось в южный Ирак и восточную Аравию. Из аравийской части этого племени происходила династия Джабридов, правившая в Катифе, Хасе и Бахрейне с начала XV века до 1521 года, а представители одной из её ветвей владели частью территории имамата Оман с центром в Назве до XIX века.

## Список правителей
Шейхи племени Бану-Обада (подразделение племени Бану-Укайль):
| Годы правления | Годы правления | Имя                                                              | Примечание |
| начало         | конец          | Имя                                                              | Примечание |
| -------------- | -------------- | ---------------------------------------------------------------- | --- |
| около 888      | около 888      | Мухаммед ибн Сафван                                              | правил в районе Каркисии                                                                                         |
|                |                | аль-Мукаллад ибн Мухаммед                                        | возможно, сын Мухаммеда ибн Сафвана; отец Рафи, Шуайба, Малика и Маана — родоначальников четырёх ветвей династии |
|                |                | Рафи ибн аль-Мукаллад                                            | сын аль-Мукаллада ибн Мухаммеда; родоначальник ветви Бану-Рафи                                                   |
|                |                | аль-Мусайиб ибн Рафи                                             | сын Рафи ибн аль-Мукаллада                                                                                       |
|                | 989            | Абу’з-Заввад Мухаммед ибн аль-Мусаййиб                           | сын аль-Мусайиба ибн Рафи; в Джазират-ибн-Омаре, Насибине и Баляде в 989—996, в Мосуле в 990—991                 |
| c 989          | c 989          | → Насибинско-Балядский и Джазират-ибн-Омарский эмираты Укайлидов | → Насибинско-Балядский и Джазират-ибн-Омарский эмираты Укайлидов                                                 |

Эмиры Насибина и Баляда (ветвь Бану-Рафи):
| Годы правления | Годы правления | Имя                                                           | Примечание                                                                |
| начало         | конец          | Имя                                                           | Примечание                                                                |
| -------------- | -------------- | ------------------------------------------------------------- | ------------------------------------------------------------------------- |
| до 989         | до 989         | → к Амидскому эмирату Марванидов (983—1085)                   | → к Амидскому эмирату Марванидов (983—1085)                               |
| 989            | 996            | Абу’з-Заввад Мухаммед ибн аль-Мусаййиб                        | сын аль-Мусайиба ибн Рафи; также в Джазират-ибн-Омаре; в Мосуле в 990—991 |
| 996            | 1000           | Джаннах-ад-Дауля Абу’ль-Хасан Али ибн аль-Мусаййиб            | сын аль-Мусайиба ибн Рафи                                                 |
| 1000           | 1003           | Синан-ад-Дауля Абу-Амир аль-Хасан ибн аль-Мусаййиб            | сын аль-Мусайиба ибн Рафи                                                 |
| 1003           |                | Нур-ад-Дауля Мусааб ибн аль-Мусаййиб                          | сын аль-Мусайиба ибн Рафи                                                 |
|                |                | → к Мосульскому эмирату Укайлидов (996—1096)                  |                                                                           |
|                | 1034           | Абу’ль-Фадль Бедран ибн аль-Мукаллад                          | сын аль-Мукаллада ибн аль-Мусаййиба                                       |
| 1034           | 1051           | Алам-ад-Дауля Абу’ль-Маали Курейш ибн Бедран ибн аль-Мукаллад | сын Бедрана ибн аль-Мукаллада                                             |
| с 1051         | с 1051         | → к Мосульскому эмирату Укайлидов (996—1096)                  | → к Мосульскому эмирату Укайлидов (996—1096)                              |

Эмиры Джазират-ибн-Омара (ветвь Бану-Рафи):
| Годы правления | Годы правления | Имя                                             | Примечание                                                               |
| начало         | конец          | Имя                                             | Примечание                                                               |
| -------------- | -------------- | ----------------------------------------------- | ------------------------------------------------------------------------ |
| до 989         | до 989         | → к Амидскому эмирату Марванидов (983—1085)     | → к Амидскому эмирату Марванидов (983—1085)                              |
| 989            | 996            | Абу’з-Заввад Мухаммед ибн аль-Мусаййиб          | сын аль-Мусайиба ибн Рафи; также в Насибине и Баляде, в Мосуле в 990—991 |
| 996            |                | Недждат-ад-Дауля Абу-Мансур Камиль ибн Мухаммед | сын Мухаммеда ибн аль-Мусайиба                                           |
|                |                | → к Мосульскому эмирату Укайлидов (996—1096)    |                                                                          |

Эмиры Мавсиля (Мосула) (ветвь Бану-Рафи):
| Годы правления | Годы правления | Имя                                                           | Примечание                                                    |
| начало         | конец          | Имя                                                           | Примечание                                                    |
| -------------- | -------------- | ------------------------------------------------------------- | ------------------------------------------------------------- |
| до 990         | до 990         | → к Мосульскому эмирату Хамданидов (929—990)                  | → к Мосульскому эмирату Хамданидов (929—990)                  |
| 990            | 991            | Абу’з-Заввад Мухаммед ибн аль-Мусаййиб                        | сын аль-Мусайиба ибн Рафи; в Насибине и Баляде в 989—996      |
| 991            | 996            | → к Багдадскому эмирату Бувейхидов (945—1055)                 | → к Багдадскому эмирату Бувейхидов (945—1055)                 |
| 996            | 1001           | Хусам-ад-Дауля Абу’ль-Хасан аль-Мукаллад ибн аль-Мусаййиб     | сын аль-Мусайиба ибн Рафи                                     |
| 1001           | 1049           | Мутамид-ад-Дауля Абу’ль-Муни Кирваш ибн аль-Мукаллад          | сын аль-Мукаллада ибн аль-Мусаййиба; низложен, † 1052         |
| 1049           | 1051           | Заим-ад-Дауля Абу’ль-Камиль Барака ибн аль-Мукаллад           | сын аль-Мукаллада ибн аль-Мусаййиба                           |
| 1051           | 1061           | Алам-ад-Дауля Абу’ль-Маали Курейш ибн Бедран                  | сын Бедрана ибн аль-Мукаллада; в Нисибине и Баляде с 1034     |
| 1061           | 1079           | Шараф-ад-Дауля Абу’ль-Макарим Муслим ибн Курейш               | сын Курейша ибн Бадрана; изгнан, в Халебе в 1080—1085         |
| 1079           | 1085           | → к Исфаханскому султанату Сельджукидов (1037—1117)           | → к Исфаханскому султанату Сельджукидов (1037—1117)           |
| 1085           | 1093           | Ибрагим ибн Курейш                                            | сын Курейша ибн Бадрана; вассал Сельджукидов                  |
| 1093           | 1096           | Али ибн Муслим                                                | сын Муслима ибн Курейша; изгнан                               |
| с 1096         | с 1096         | → к Мосульскому атабекству Кивам-ад-Даули Кербоги (1096—1102) | → к Мосульскому атабекству Кивам-ад-Даули Кербоги (1096—1102) |

Эмиры Халеба (ветвь Бану-Рафи):
| Годы правления | Годы правления | Имя                                               | Примечание                                                             |
| начало         | конец          | Имя                                               | Примечание                                                             |
| -------------- | -------------- | ------------------------------------------------- | ---------------------------------------------------------------------- |
| до 1080        | до 1080        | → к Халебскому эмирату Мирдасидов (1024—1080)     | → к Халебскому эмирату Мирдасидов (1024—1080)                          |
| 1080           | 1085           | Шараф-ад-Дауля Абу’ль-Макарим Муслим ибн Курейш   | сын Курейша ибн Бадрана; в Мосуле до 1079                              |
| 1085           | 1086           | Шамс-ад-Дауля Салим ибн Малик ибн Бедран          | племянник Курейша ибн Бедрана; в Калъат-Джабаре с 1086, в Ракке с 1096 |
| с 1086         | с 1086         | → к Сирийскому султанату Сельджукидов (1078—1117) | → к Сирийскому султанату Сельджукидов (1078—1117)                      |

Эмиры Калъат-Джабара (ветвь Бану-Рафи):
| Годы правления | Годы правления | Имя                                             | Примечание                                                       |
| начало         | конец          | Имя                                             | Примечание                                                       |
| -------------- | -------------- | ----------------------------------------------- | ---------------------------------------------------------------- |
| до 1086        | до 1086        | → к Мосульскому эмирату Укайлидов (996—1096)    | → к Мосульскому эмирату Укайлидов (996—1096)                     |
| 1086           | 1125           | Шамс-ад-Дауля Салим ибн Малик ибн Бедран        | внук Бедрана ибн аль-Мукаллада; в Халебе до 1086, в Ракке с 1096 |
| 1125           | 1168           | Шихаб-ад-Дауля Малик ибн Али ибн Салим          | внук Салима ибн Малика                                           |
| с 1168         | с 1168         | → к Дамаскскому атабекству Зенгидов (1146—1181) | → к Дамаскскому атабекству Зенгидов (1146—1181)                  |

Эмиры Ракки и Харрана (ветвь Бану-Рафи):
| Годы правления | Годы правления | Имя                                             | Примечание                                                                    |
| начало         | конец          | Имя                                             | Примечание                                                                    |
| -------------- | -------------- | ----------------------------------------------- | ----------------------------------------------------------------------------- |
| до 1086        | до 1086        | → к Мосульскому эмирату Укайлидов (996—1096)    | → к Мосульскому эмирату Укайлидов (996—1096)                                  |
| 1086           | 1096           | Мухаммед ибн Муслим                             | сын Муслима ибн Курейша; правил в Ракке и Харране; низложен и казнён          |
| 1096           | 1125           | Шамс-ад-Дауля Салим ибн Малик ибн Бедран        | внук Бедрана ибн аль-Мукаллада; в Халебе в 1085—1086, в Калъат-Джабаре с 1086 |
| 1125           | 1168           | Шихаб-ад-Дауля Малик ибн Али ибн Салим          | внук Салима ибн Малика                                                        |
| с 1168         | с 1168         | → к Дамаскскому атабекству Зенгидов (1146—1181) | → к Дамаскскому атабекству Зенгидов (1146—1181)                               |

Эмиры Аны и Хадисы (ветвь Бану-Шуайб):
| Годы правления | Годы правления | Имя                                                             | Примечание                                      |
| начало         | конец          | Имя                                                             | Примечание                                      |
| -------------- | -------------- | --------------------------------------------------------------- | ----------------------------------------------- |
| до 1058        | до 1058        | → к Мосульскому эмирату Укайлидов (996—1096)                    | → к Мосульскому эмирату Укайлидов (996—1096)    |
| 1058           | 1105           | Мухи-ад-Дин Абу’ль-Харис аль-Мухариш ибн аль-Муджалла ибн Укайб | правнук Шуайба ибн аль-Мукаллада                |
| 1105           | 1122           | Сулейман ибн аль-Мухариш                                        | сын аль-Мухариша ибн аль-Муджаллы; † 528        |
| 1122           | 1141           | Фулан ибн Сулейман                                              | сын Сулеймана ибн аль-Мухариша                  |
| с 1141         | с 1141         | → к Мосульскому атабекству Зенгидов (1122—1233)                 | → к Мосульскому атабекству Зенгидов (1122—1233) |

Эмиры Хита (ветвь Бану-Малик):
| Годы правления | Годы правления | Имя                                                            | Примечание                                                     |
| начало         | конец          | Имя                                                            | Примечание                                                     |
| -------------- | -------------- | -------------------------------------------------------------- | -------------------------------------------------------------- |
| до 1094        | до 1094        | → к Мосульскому эмирату Укайлидов (996—1096)                   | → к Мосульскому эмирату Укайлидов (996—1096)                   |
| 1094           |                | Баха-ад-Дауля Сарван ибн Вахб ибн Вухайба                      | правнук Малика ибн аль-Мукаллада                               |
|                |                | Касир ибн Вахб ибн Вухайба                                     | брат Сарвана ибн Вахба                                         |
|                | 1102           | аль-Мансур ибн Касир                                           | сын Касира ибн Вахба                                           |
| 1102           | 1102           | Мухаммед ибн Рафи ибн Рифа                                     | правнук Малика ибн аль-Мукаллада                               |
| с 1102         | с 1102         | → к Мосульскому атабекству Шамс-ад-Даули Чекирмиша (1102—1107) | → к Мосульскому атабекству Шамс-ад-Даули Чекирмиша (1102—1107) |

Эмиры Такрита (ветвь Бану-Маан):
| Годы правления | Годы правления | Имя                                                           | Примечание                                           |
| начало         | конец          | Имя                                                           | Примечание                                           |
| -------------- | -------------- | ------------------------------------------------------------- | ---------------------------------------------------- |
| до 1010        | до 1010        | → к Мосульскому эмирату Укайлидов (996—1096)                  | → к Мосульскому эмирату Укайлидов (996—1096)         |
| 1010           | 1036           | Абу’ль-Мусаййиб Рафи ибн аль-Хусейн ибн Маан ибн аль-Мукаллад | внук Маана ибн аль-Мукаллада                         |
| 1036           | 1043           | Абу’ль-Манаа Хамис ибн Таглиб ибн аль-Хусейн                  | племянник Рафи ибн аль-Хусейна                       |
| 1043           | 1052           | Абу-Гашшам ибн Хамис                                          | сын Хамиса ибн Таглиба; низложен, † 448              |
| 1052           |                | Иса ибн Хамис                                                 | сын Хамиса ибн Таглиба                               |
|                | 1057           | Наср ибн Иса                                                  | сын Исы ибн Хамиса                                   |
| 1057           |                | Абу’ль-Ганаим ибн Иса                                         | не из династии; правил от имени вдовы Исы ибн Хамиса |
|                |                | → к Исфаханскому султанату Сельджукидов (1037—1117)           |                                                      |

Эмиры Окбары и Авана (ветвь Бану-Маан):
| Годы правления | Годы правления | Имя                                                                                | Примечание                                          |
| начало         | конец          | Имя                                                                                | Примечание                                          |
| -------------- | -------------- | ---------------------------------------------------------------------------------- | --------------------------------------------------- |
| до 1010        | до 1010        | → к Мосульскому эмирату Укайлидов (996—1096)                                       | → к Мосульскому эмирату Укайлидов (996—1096)        |
| 1010           | 1034           | Камаль-ад-Дауля Сейф-ад-Дин Абу-Синан Гариб ибн Мухаммед ибн Маан ибн аль-Мукаллад | внук Маана ибн аль-Мукаллада                        |
| 1034           |                | Абу’р-Райян ибн Гариб                                                              | сын Гариба ибн Мухаммеда; правил в Окбаре           |
| 1034           | после 1049     | Биляль ибн Гариб                                                                   | сын Гариба ибн Мухаммеда; правил в Аване            |
| после 1049     | после 1049     | → к Исфаханскому султанату Сельджукидов (1037—1117)                                | → к Исфаханскому султанату Сельджукидов (1037—1117) |

## Генеалогия
От четырёх сыновей Мукаллада ибн Мухаммеда пошли 4 ветви династии, представители которых правили в разных частях государства:
Мухаммед ибн Сафван († после 888); шейх племени Бану-Обада в районе Каркисии (около 888).
- аль-Мукаллад ибн Мухаммед; шейх племени Бану-Обада.
  - Рафи ибн аль-Мукаллад; шейх племени Бану-Обада — родоначальник ветви Бану-Рафи.
    - Мусайиб ибн Рафи; шейх племени Бану-Обада.
      - Абу-з-Заввад Мухаммед ибн аль-Мусайиб († 996); шейх племени Бану-Обада (до 989), эмир Насибина и Баляда, Джазират-ибн-Омара (989—996), Мосула (990—991).
        - Недждат-ад-Дауля Абу-Мансур Камиль ибн Мухаммед; эмир Джазират-ибн-Омара (c 996).

      - Хусам-ад-Дауля Абу-Хасан аль-Мукаллад ибн аль-Мусайиб († 1001); эмир Мосула (996—1001).
        - Мутамид-ад-Дауля Абу’ль-Муни Кирваш ибн аль-Мукаллад († 1052); эмир Мосула (1001—1050).
        - Заим-ад-Дауля Абу’ль-Камиль Барака ибн аль-Мукаллад († 1051); эмир Мосула (1050—1051).
        - Абу’ль-Фадль Бедран ибн аль-Мукаллад († 1034); эмир Насибина и Баляда (до 1034).
          - Алам-ад-Дин Абу’ль-Маали Курейш ибн Бедран († 1061); эмир Насибина и Баляда (1034—1051), Мосула (1051—1061).
            - Шараф-ад-Дауля Абу’ль-Макарим Муслим ибн Курейш († 1086)); эмир Мосула (1061—1079), Халеба (1080—1086).
              - Али ибн Муслим († после 1096); эмир Мосула (1093—1096).
              - Мухаммед ибн Муслим († 1096); эмир Ракки и Харрана (1086—1096).
              - Кирваш ибн Муслим.
              - Муайяд ибн Муслим († 1101).

            - Ибрагим ибн Курейш († 1093); эмир Мосула (1086—1093).

          - Малик.
            - Шамс-ад-Дауля Салим ибн Малик († 1125); эмир Халеба (1085—1086), Калъат-Джабара (1086—1125), Ракки (1096—1125).
              - Али ибн Салим (1108).
                - Шихаб-ад-Дауля Малик ибн Али († после 1168); эмир Калъат-Джабара и Ракки (1125—1168).

          - Абу’ль-Хасан Мукаллад († 1054).
          - аль-Мукбил († после 1084); посол в Египет в 1084 от племянника Муслима.

      - Джанах-ад-Дауля Абу’ль-Хасан Али ибн аль-Мусайиб († 1000); эмир Насибина и Баляда (996—1000).
      - Синан-ад-Дауля Абу-Амир аль-Хасан ибн аль-Мусайиб († 1003); эмир Насибина и Баляда (1000—1003).
      - Нур-ад-Даула Абу-Марах Мусааб ибн аль-Мусайиб († после 1003); эмир Насибина и Баляда (с 1003).

  - Шуайб ибн аль-Мукаллад — родоначальник ветви Бану-Шуайб.
    - Укайб ибн Шуайб.
      - аль-Муджалла ибн Укайб.
        - аль-Мухариш ибн аль-Муджалла († 1105); эмир Аны и Хадисы (1058—1105).
          - Сулейман ибн аль-Мухариш († 1122); эмир Аны и Хадисы (1105—1122).
            - Фулан ибн Сулеёман († после 1141); эмир Аны и Хадисы (1122—1141).

  - Малик ибн аль-Мукаллад — родоначальник ветви Бану-Малик.
    - Вухайба ибн Малик.
      - Вахб ибн Вухайба.
        - Баха-ад-Дауля Сарван ибн Вахб; эмир Хита (с 1094).
        - Касир ибн Вахб; эмир Хита (после 1094—ранее 1102).
          - аль-Мансур ибн Касир († 1102); эмир Хита (до 1102).

    - Рифа ибн Малик.
      - Рафи ибн Рифа.
        - Мухаммед ибн Рафи († после 1102); эмир Хита (1102—1102).

  - Маан ибн аль-Мукаллад — родоначальник ветви Бану-Маан.
    - аль-Хусейн ибн Маан.
      - Абуу’ль-Мусайиб Рафи ибн аль-Хусейн († 1036); эмир Такрита (до 1036).
      - Таглиб ибн аль-Хусейн.
        - Абу’-Манаа Хамис ибн Таглиб († 1043); эмир Такрита (1036—1043).
          - Абу-Гашим ибн Хамис († 1056); эмир Такрита (1043—1052).
          - Иса ибн Хамис; эмир Такрита {с 1052).
            - Наср ибн Иса († 1057); эмир Такрита (до 1057).

    - Абу-Абдаллах Мухаммед ибн Маан († 1010).
      - Кемаль-ад-Дауля Сейф-ад-Дин Абу Синан Гариб ибн Мухаммед († 1034); эмир Окбары и Авана (1010—1034).
        - Абу’р-Райян ибн Гариб; эмир Окбары (с 1034).
        - Биляль ибн Гариб († после 1049); эмир Авана (1034—после 1049).

      - Шихаб-ад-Дауля Абу-Дира Рафи († 1015).